# Anodyne
Vous lisez un « bon article » labellisé en 2012.
Albums de Uncle Tupelo
March 16–20, 1992
(1992) 89/93: An Anthology
(2002)
Anodyne est le quatrième et dernier album studio du groupe américain de country alternative Uncle Tupelo. Il est sorti le 5 octobre 1993. Le batteur Mike Heidorn a quitté le groupe avant l'enregistrement de l'album, et trois nouveaux membres sont arrivés : le bassiste John Stirratt, le batteur Ken Coomer et le multi-instrumentiste Max Johnston. Le groupe signe avec Sire Records juste avant d'enregistrer l'album ; Anodyne est la seule sortie d'Uncle Tupelo sur un label d'envergure, précédant celle de 89/93: An Anthology en 2002.
Au générique des auteurs-compositeurs de l'album figurent les chanteurs Jay Farrar et Jeff Tweedy, mais il faut ajouter une reprise de la chanson Give Back the Key to My Heart de Doug Sahm chantée par Doug Sahm lui-même. Les paroles sont influencées par la musique country et, plus que dans leurs albums précédents, évoquent les relations humaines. Après deux tournées de promotion de l'album, les tensions entre Farrar et Tweedy font imploser le groupe. Bien reçu lors de sa sortie initiale, Anodyne est remastérisé et réédité en 2003 par Rhino Entertainment avec cinq pistes supplémentaires.

## Contexte

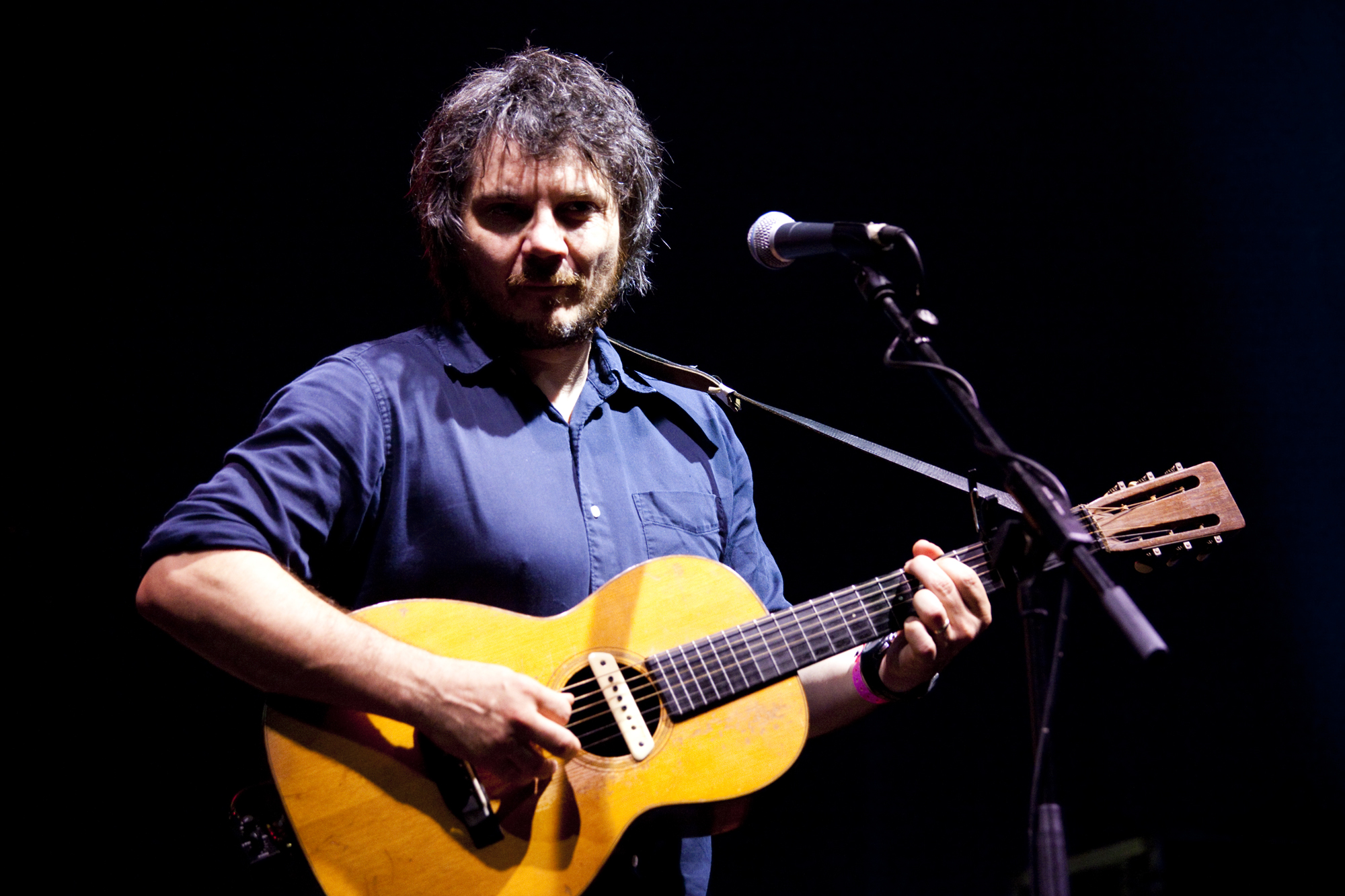
Jeff Tweedy, chanteur, bassiste et guitariste d'Uncle Tupelo

L'album précédent d'Uncle Tupelo (le troisième), March 16–20, 1992, est édité par Rockville Records le 3 août 1992. Sur cet album, le groupe s'éloigne de la popularité grandissante du rock alternatif en jouant de la folk acoustique et des chansons country, faisant ainsi une sorte de pied de nez à la scène du rock. Le batteur Mike Heidorn a un rôle réduit dans cet album acoustique, ajoutant seulement des percussions faites au balai sur quelques chansons. Il souhaite alors quitter le groupe pour passer plus de temps avec sa famille, sa petite amie étant mère de deux enfants. Après que le manager du groupe Tony Margherita annonce que plusieurs grands labels veulent faire signer Uncle Tupelo, Heidorn décide de quitter le groupe définitivement.
Rockville Records refusant de payer des redevances au groupe malgré la vente de 40 000 copies des deux premiers albums, No Depression et Still Feel Gone, Margherita essaie de trouver un nouveau contrat d'enregistrement au groupe. Sur une recommandation du chanteur Gary Louris (The Jayhawks), le dénicheur de talents Joe McEwen cherche à faire signer le groupe avec Sire Records, impressionné par la volonté du groupe à aller contre les tendances et le qualifiant d'« alternative à l'alternative ». Uncle Tupelo profite alors d'une clause de désengagement du contrat conclu avec Rockville et conclut un marché valable pour sept albums avec Sire en 1992. L'accord garantit la sortie de deux albums et un budget de 150 000 $ pour le premier.
Avant de sortir son premier album avec Sire, Uncle Tupelo a besoin d'un batteur. Les deux derniers membres du groupe auditionnent vingt-quatre candidats. Farra et Tweedy sont tous deux impressionnés par Ken Coomer, ancien batteur des Clockhammer, mais décident de prendre Bill Belzer. Ce dernier accompagne le groupe lors de la première partie de la tournée de Sugar pour promouvoir l'album March 16–20, 1992 mais est renvoyé au bout de six mois en faveur de Coomer. Coomer n'est pas le seul membre à se joindre au groupe après la tournée. Uncle Tupelo souhaite en effet être plus qu'un trio pour enregistrer l'album Anodyne. Le multi-instrumentiste Max Johnston et le bassiste John Stirratt sont ainsi recrutés. La présence de Stirratt permet à Tweedy d'être guitariste à temps plein sur les chansons qu'il a écrites,.

## Enregistrement
Anodyne est enregistré de mai à juin 1993 au studio Cedar Creek à Austin dans le Texas. Uncle Tupelo apprécie le studio car ce dernier est « intime, petit et bon marché ». L'album est produit, mixé et réalisé par Brian Paulson. La nouvelle composition du groupe pousse Tweedy à passer plus de temps avec lui. Après avoir composé chaque chanson, il la joue à Stirratt, Coomer et Johnston pour connaître leurs opinions. Farrar voit en ces séances le signe d'une arrogance grandissante de Tweedy. Lors des concerts, les tensions entre Farrar et Tweedy s'intensifient et mènent à des altercations verbales.
L'album est enregistré en direct dans le studio, et chaque chanson bénéficie d'une seule prise. Les séances d'enregistrement ne durent en conséquence que deux semaines,.
Anodyne est le seul album d'Uncle Tupelo sans aucun « surmixage ». Sire apprécie l'album et, selon McEwen, « tout le monde [à la maison de disques] considère l'album comme étant un niveau au-dessus de ce que le groupe avait fait auparavant ». Farrar a écrit six des onze chansons de l'album, et Tweedy les cinq autres. Pendant la tournée, Uncle Tupelo rencontre Doug Sahm, chanteur des Texas Tornados, à l'hôtel Phoenix de Boston dans le Massachusetts. Farrar l'invite à se joindre au groupe pour l'enregistrement de la reprise de sa chanson Give Back the Key to My Heart,.
Les paroles d'Anodyne sont influencées par la musique country des années 1950 et 1960, et notamment par Ernest Tubb, Buck Owens et Lefty Frizzell. Tweedy inclut plusieurs chansons faisant référence à l'industrie musicale. On peut citer, par exemple, la chanson Acuff-Rose, péan sur les producteurs Acuff-Rose Music. Il écrit aussi We've Been Had, visant des groupes comme Nirvana et The Clash et les accusent d'être « juste du showbiz ». Tweedy est aussi l'auteur de New Madrid, chanson sur la prédiction erronée d'un séisme apocalyptique à New Madrid dans le Missouri par Iben Browning. Farrar commente moins aisément les paroles qu'il a écrites, car ses chansons changeaient souvent de sens. Comme pour les autres albums d'Uncle Tupelo, Farrar et Tweedy écrivent leurs propres paroles, puis se les jouent l'un à l'autre une semaine avant l'enregistrement. En le comparant au reste de la discographie du groupe, Coomer décrit la musique de l'album comme « mêlant le crunch des débuts [du groupe] et la subtilité acoustique de March 16–20, 1992 ».

## Promotion et réception
Anodyne est le seul enregistrement d'Uncle Tupelo à figurer au classement Heatseekers du magazine américain Billboard. Même si aucun single n'est sorti pour promouvoir l'album, ses ventes dépassent les 15 000 copies. Une tournée de promotion commence plus tard dans l'année, dont un concert à guichets fermés au Tramps de New York. Lors de la plupart des concerts, le millier de places vendues est dépassé. Le succès de la tournée rassure la maison de disques. Selon le directeur exécutif Bill Bentley, « les employés pensaient que nous allions avoir des disques de platine pour Uncle Tupelo ».
Malgré les aspirations de Sire, Jay Farrar annonce sa volonté de quitter le groupe en janvier 1994. Farrar ne donne pas ses raisons avant de déclarer dans une interview à l'automne 1995 qu'« un point de non-retour a été franchi et Jeff et moi n'étions plus sur la même longueur d'onde ». Par loyauté envers l'agent du groupe Tony Margherita, qui s'était endetté de trois mille dollars pour le compte du groupe, Farrar accepte de faire une autre tournée de promotion. Les altercations physiques entre Tweedy et Farrar commencent deux semaines après le début de la tournée et continuent pendant toute celle-ci. Beaucoup d'entre elles sont dues au refus de Farrar de jouer les chansons de Tweedy. Malgré les réticences de Farrar, Uncle Tupelo joue la chanson The Long Cut de Tweedy sur le plateau de Late Night with Conan O'Brien, seule apparition télévisuelle du groupe. Le dernier concert du groupe a lieu le 1er mai 1994 au club Mississippi Nights de Saint-Louis dans le Missouri. Les membres restants d'Uncle Tupelo forment un nouveau groupe, Wilco, quelques semaines plus tard.
Le groupe remixe et ressort l'album le 11 mars 2003 sur Rhino Records. Deux chansons sont ajoutées à cette version : Stay True, composée par Farrar, et Wherever, écrite par Tweedy. La reprise d'Are You Sure Hank Done It This Way? de Waylon Jennings avec Joe Ely au chant, déjà sortie en 1993 sur la compilation Trademark of quality, est aussi incluse. Des reprises en public de Truck Drivin' Man et Suzy Q sont ajoutées à l'album.
Anodyne est bien reçu par les critiques nationaux et internationaux. Le critique d'AllMusic Jason Ankeny écrit : « Uncle Tupelo n'a jamais trouvé un aussi bon équilibre entre rock et country que sur Anodyne ». Mark Kemp, de Rolling Stone, déclare que « le groupe a un sens intuitif de la simplicité et de la dynamique d'une chanson country ». Le périodique allemand Spex compare l'album à Neil Young et au premier album de Little Feat, Little Feat. À la fin de l'année, Anodyne se classe 28e dans le sondage des critiques Pazz & Jop de l’hebdomadaire The Village Voice et 19e dans le sondage des critiques du magazine Spex,. Nathan Brackett loue la contribution de Max Johnston dans le livre The New Rolling Stone Album Guide paru en 2004 et juge que l'album est « la meilleure œuvre de Tupelo ». En 1999, le journal norvégien Dagbladet considère Anodyne comme un des « meilleurs albums du siècle ». En 2008, le critique Tom Moon de Rolling Stone le classe parmi les 1,000 Recordings to Hear Before You Die (1 000 disques que vous devez écouter avant de mourir) .
Cependant, l'album reçoit aussi quelques mauvaises critiques. Le critique de Q note que le groupe avait besoin de « se débarrasser de son obsession pour Neil Young ». Tom Moon juge que les pistes supplémentaires de l'édition de 2003 sont « agréables mais sans importance ». Robert Christgau estime que l'album n'est ni « raté » ni digne d'une « mention honorable ».

## Chansons
| 1.          | Slate                                                         | Jay Farrar               | 3 min 24 s |
| 2.          | Acuff-Rose                                                    | Jeff Tweedy              | 2 min 35 s |
| 3.          | The Long Cut                                                  | Jeff Tweedy              | 3 min 20 s |
| 4.          | Give Back the Key to My Heart                                 | Doug Sahm                | 3 min 26 s |
| 5.          | Chickamauga                                                   | Jay Farrar               | 3 min 42 s |
| 6.          | New Madrid                                                    | Jeff Tweedy              | 3 min 32 s |
| 7.          | Anodyne                                                       | Jay Farrar               | 4 min 51 s |
| 8.          | We've Been Had                                                | Jeff Tweedy              | 3 min 27 s |
| 9.          | Fifteen Keys                                                  | Jay Farrar               | 3 min 25 s |
| 10.         | High Water                                                    | Jay Farrar               | 4 min 14 s |
| 11.         | No Sense in Lovin'                                            | Jeff Tweedy              | 3 min 46 s |
| 12.         | Steal the Crumbs                                              | Jay Farrar               | 3 min 43 s |
| 13.         | Stay True (Prime de l'édition 2003)                           | Jay Farrar               | 3 min 29 s |
| 14.         | Wherever (Prime de l'édition 2003)                            | Jeff Tweedy              | 3 min 48 s |
| 15.         | Are You Sure Hank Done It This Way? (Prime de l'édition 2003) | Waylon Jennings          | 3 min 1 s  |
| 16.         | Truck Drivin' Man (Live) (Prime de l'édition 2003)            | Terry Fell               | 2 min 13 s |
| 17.         | Suzy Q (Live) (Prime de l'édition 2003)                       | Hawkins/Lewis/Broadwater | 7 min 13 s |
| 43 min 17 s |                                                               |                          |            |

## Artistes et équipe technique

### Uncle Tupelo
- Ken Coomer– batterie
- Jay Farrar– chant et guitare, mandoline sur Acuff-Rose
- Max Johnston– fiddle et lap steel guitar; banjo sur New Madrid, dobro sur Fifteen Keys
- John Stirratt– guitare, basse
- Jeff Tweedy– chant, basse, guitare

### Autres musiciens
- Joe Ely– chant sur Are You Sure Hank Done It This Way?
- Brian Henneman– chant sur Truck Drivin' Man
- Lloyd Maines– pedal steel guitar
- Doug Sahm– guitare et chant sur Give Back the Key to My Heart

### Équipe technique
- Dave C. Birke– graphisme, directeur artistique
- Dan Corrigan– photographie
- Scott Hull– mastering
- Brian Paulson– réalisateur artistique, ingénieur du son,  mixage audio